# 新道家
新道家，有時指的是魏晉玄學。理同宋明理學可稱為新儒家。最先提出新道家概念的是馮友蘭，1948年時，他於中國哲學簡史當中提出了新道家的概念。如老子所說「玄之又玄，眾妙之門」，玄學這個名稱代表著道家的延續。
新道家，有時指的是當代新道家，又稱現代新道家。理同當代新儒家，又稱現代新儒家。可稱為新儒家。隨後由中国科学院自然科学史研究所的研究员董光璧開始發展，他在《當代新道家》一文中提出了兩種文化的分裂，一個為科學、一個為人文。他認為古時人文之柱高於科學之柱，然而到了現代卻正好相反。雖然現代科學發達，可是人文卻有漸漸被忽視的傾向。董光璧認為，如果只重科學的發展，就無法體驗科學的內在美，亦無法從自然界內部提出來的美。其中，新道家更超越了老子對「道」的描述，把研究集中到探討現實是存在還是非存在。

## 定義

### 魏晉玄學
如上所言，最先提出新道家概念的是馮友蘭。
許抗生認為，新道家是「崇尚自然的和諧和人與自然的和諧」，這是歷史的必然產物。而新道家，應當包含兩方面的內容：一是應屬道家，二是應是「新」道家，重在「新」與「舊」的相對。此意義象徵著應與先秦道家有所不同。
許抗生同時參考了新儒家的定義，他認為道家發展史上具有劃時代的意義，就如宋明理學吸收了先秦儒家的思想。宋明理學提出了以天理為宇宙的根本思想，突破了先秦儒家的學說；而魏晉玄學和黃老之學亦有「名教即自然」、「值心而行」和「以無為體」等思想，亦突破了先秦道家的學說。故此宋明理學可稱為新儒家，反之魏晉玄學亦可稱為新道家。

### 當代新道家
當代新道家，又稱現代新道家。隨後由中国科学院自然科学史研究所的研究员董光璧開始發展。

#### 代表人物
陳鼓應把以下學者列為新道家代表人物。
- 嚴複
- 王國維
- 章太炎
- 金岳霖
- 方東美[註 1]
- 宗白華
- 湯用彤
- 蒙文通

## 未來發展
國立臺灣大學哲學教授賴錫三認為，思考新道家應從不同精神向度和不同領域中展現。不但可在「齊物論」的超越中找到「物化」的基礎，亦可從文化現象背後找到存有論，由此可使新道家成為有根之學。沿著這方向走，就有可能產生出道家式的心理學、美學、無為政治理論、放任自由經濟等等。

## 參看
- 道家
- 新儒家
- 陳鼓應
- 科學與玄學的論戰，參與辯論的學者分成「科學派」和「玄學派」。當時所稱“玄學”今譯爲形而上學。[14][15]

## 註解
1. ↑  同為新儒家代表人物